# Vòng loại Giải vô địch bóng đá thế giới 2006 – Khu vực châu Âu (Bảng 8)
Bảng 8 vòng loại giải vô địch bóng đá thế giới 2006 khu vực châu Âu là một bảng đấu thuộc vòng loại khu vực châu Âu. Bảng đấu gồm sự góp mặt của các đội Bulgaria, Croatia, Hungary, Iceland, Malta và Thụy Điển.
Kết thúc vòng đấu, đội đầu bảng Croatia giành 1 suất vào vòng chung kết World Cup 2006. Đội nhì bảng Thụy Điển cũng vượt qua vòng loại vì là một trong hai đội nhì bảng có thành tích tốt nhất.

## Vị trí xếp hạng
| Chú thích                                                                                 |
| ----------------------------------------------------------------------------------------- |
| Các đội đầu bảng và hai đội nhì bảng có thành tích tốt nhất được vào thẳng vòng chung kết |
| các đội nhì bảng còn lại tham gia vòng play-off                                           |

| Đội tuyển | Tr | T | H | Th | Bt | Bb | Hs  | Đ  |
| --------- | -- | - | - | -- | -- | -- | --- | -- |
| Croatia   | 10 | 7 | 3 | 0  | 21 | 5  | +16 | 24 |
| Thụy Điển | 10 | 8 | 0 | 2  | 30 | 4  | +24 | 24 |
| Bulgaria  | 10 | 4 | 3 | 3  | 17 | 17 | 0   | 15 |
| Hungary   | 10 | 4 | 2 | 4  | 13 | 14 | −1  | 14 |
| Iceland   | 10 | 1 | 1 | 8  | 14 | 27 | −13 | 4  |
| Malta     | 10 | 0 | 3 | 7  | 4  | 32 | −28 | 3  |

|           | Bulgaria | Croatia | Hungary | Iceland | Malta | Thụy Điển |
| --------- | -------- | ------- | ------- | ------- | ----- | --------- |
| Bulgaria  | –        | 1–3     | 2–0     | 3–2     | 4–1   | 0–3       |
| Croatia   | 2–2      | –       | 3–0     | 4–0     | 3–0   | 1–0       |
| Hungary   | 1–1      | 0–0     | –       | 3–2     | 4–0   | 0–1       |
| Iceland   | 1–3      | 1–3     | 2–3     | –       | 4–1   | 1–4       |
| Malta     | 1–1      | 1–1     | 0–2     | 0–0     | –     | 0–7       |
| Thụy Điển | 3–0      | 0–1     | 3–0     | 3–1     | 6–0   | –         |

## Kết quả
| Iceland                | 1 – 3      | Bulgaria                      |
| ---------------------- | ---------- | ----------------------------- |
| Guðjohnsen 51' (ph.đ.) | (Chi tiết) | Berbatov 35', 49' · Yanev 62' |

| Croatia                           | 3 – 0      | Hungary |
| --------------------------------- | ---------- | ------- |
| Pršo 31', 54' · Gyepes 80' (l.n.) | (Chi tiết) |         |

| Malta | 0 – 7      | Thụy Điển                                                        |
| ----- | ---------- | ---------------------------------------------------------------- |
|       | (Chi tiết) | Ibrahimović 4', 11', 14', 71' · Ljungberg 46', 74' · Larsson 76' |

| Thụy Điển | 0 – 1      | Croatia  |
| --------- | ---------- | -------- |
|           | (Chi tiết) | Srna 64' |

| Hungary                                | 3 – 2      | Iceland                            |
| -------------------------------------- | ---------- | ---------------------------------- |
| Gera 62' · Torghelle 75' · Szabics 79' | (Chi tiết) | Guðjohnsen 39' · I. Sigurðsson 78' |

| Thụy Điển                                  | 3 – 0      | Hungary |
| ------------------------------------------ | ---------- | ------- |
| Ljungberg 26' · Larsson 50' · Svensson 67' | (Chi tiết) |         |

| Malta | 0 – 0      | Iceland |
| ----- | ---------- | ------- |
|       | (Chi tiết) |         |

| Croatia       | 2 – 2      | Bulgaria                     |
| ------------- | ---------- | ---------------------------- |
| Srna 15', 31' | (Chi tiết) | M. Petrov 77' · Berbatov 86' |

| Bulgaria                                   | 4 – 1      | Malta      |
| ------------------------------------------ | ---------- | ---------- |
| Berbatov 43', 55' · Yanev 47' · Yankov 88' | (Chi tiết) | Mifsud 11' |

| Iceland        | 1 – 4      | Thụy Điển                                        |
| -------------- | ---------- | ------------------------------------------------ |
| Guðjohnsen 66' | (Chi tiết) | Larsson 24', 39' · Allbäck 27' · Wilhelmsson 45' |

| Malta | 0 – 2      | Hungary               |
| ----- | ---------- | --------------------- |
|       | (Chi tiết) | Gera 39' · Kovács 93' |

| Bulgaria | 0 – 3      | Thụy Điển                                |
| -------- | ---------- | ---------------------------------------- |
|          | (Chi tiết) | Ljungberg 17', 90+2' (ph.đ.) · Edman 74' |

| Croatia                                 | 4 – 0      | Iceland |
| --------------------------------------- | ---------- | ------- |
| Kovač 38', 75' · Šimunić 70' · Pršo 91' | (Chi tiết) |         |

| Croatia                   | 3 – 0      | Malta |
| ------------------------- | ---------- | ----- |
| Pršo 22', 35' · Tudor 79' | (Chi tiết) |       |

| Hungary    | 1 – 1      | Bulgaria      |
| ---------- | ---------- | ------------- |
| Rajczi 90' | (Chi tiết) | S. Petrov 51' |

| Thụy Điển                                                                                   | 6 – 0      | Malta |
| ------------------------------------------------------------------------------------------- | ---------- | ----- |
| Jonson 6' · Svensson 18' · Wilhelmsson 29' · Ibrahimović 40' · Ljungberg 57' · Elmander 81' | (Chi tiết) |       |

| Bulgaria      | 1 – 3      | Croatia                              |
| ------------- | ---------- | ------------------------------------ |
| M. Petrov 72' | (Chi tiết) | Babić 19' · Tudor 57' · Kranjčar 80' |

| Iceland                            | 2 – 3      | Hungary                    |
| ---------------------------------- | ---------- | -------------------------- |
| Guðjohnsen 17' · K. Sigurðsson 68' | (Chi tiết) | Gera 45', 56' · Huszti 73' |

| Iceland                                                                | 4 – 1      | Malta    |
| ---------------------------------------------------------------------- | ---------- | -------- |
| Þorvaldsson 27' · Guðjohnsen 33' · Guðmundsson 74' · V. Gunnarsson 84' | (Chi tiết) | Said 58' |

| Thụy Điển                                      | 3 – 0      | Bulgaria |
| ---------------------------------------------- | ---------- | -------- |
| Ljungberg 60' · Mellberg 75' · Ibrahimović 90' | (Chi tiết) |          |

| Iceland        | 1 – 3      | Croatia                     |
| -------------- | ---------- | --------------------------- |
| Guðjohnsen 24' | (Chi tiết) | Balaban 56', 61' · Srna 82' |

| Hungary                                                   | 4 – 0      | Malta |
| --------------------------------------------------------- | ---------- | ----- |
| Torghelle 34' · Said 55' (l.n.) · Takács 64' · Rajczi 85' | (Chi tiết) |       |

| Malta       | 1 – 1      | Croatia      |
| ----------- | ---------- | ------------ |
| Wellman 74' | (Chi tiết) | Kranjčar 19' |

| Bulgaria                                 | 3 – 2      | Iceland                        |
| ---------------------------------------- | ---------- | ------------------------------ |
| Berbatov 21' · Iliev 69' · M. Petrov 86' | (Chi tiết) | Steinsson 9' · Hreiðarsson 16' |

| Hungary | 0 – 1      | Thụy Điển         |
| ------- | ---------- | ----------------- |
|         | (Chi tiết) | Ibrahimović 90+1' |

| Bulgaria                   | 2 – 0      | Hungary |
| -------------------------- | ---------- | ------- |
| Berbatov 29' · Lazarov 55' | (Chi tiết) |         |

| Croatia  | 1 – 0      | Thụy Điển |
| -------- | ---------- | --------- |
| Srna 55' | (Chi tiết) |           |

| Malta       | 1 – 1      | Bulgaria   |
| ----------- | ---------- | ---------- |
| Barbara 79' | (Chi tiết) | Yankov 67' |

| Thụy Điển                                       | 3 – 1      | Iceland     |
| ----------------------------------------------- | ---------- | ----------- |
| Ibrahimović 29' · Larsson 42' · Källström 90+1' | (Chi tiết) | Árnason 11' |

| Hungary | 0 – 0      | Croatia |
| ------- | ---------- | ------- |
|         | (Chi tiết) |         |